# Pleurothallis hemisphaerica
Pleurothallis hemisphaerica är en orkidéart som beskrevs av Carlyle August Luer och Rodrigo Escobar. Pleurothallis hemisphaerica ingår i släktet Pleurothallis och familjen orkidéer. Inga underarter finns listade i Catalogue of Life.